# Bolson

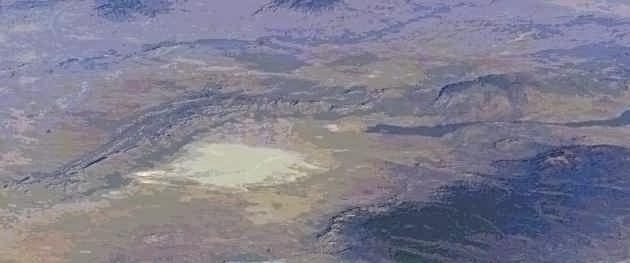
Widok z Międzynarodowej Stacji Kosmicznej na Jezioro Lucero w Basenie Tularosa, przykład bolsona.

Bolson – forma ukształtowania powierzchni ziemi: rozległa, bezodpływowa kotlina w strefie śródgórskiej, w warunkach klimatu suchego, pochodzenia tektonicznego lub denudacyjno-tektonicznego. Wypełniają ją aluwia (pyły, iły, piaski, żwiry), pochodzące z niszczenia otaczających bolson gór. W związku z tym, że w klimacie suchym ma miejsce bardzo intensywne wietrzenie mechaniczne, u podnóży gór gromadzą się duże ilości materiału zwietrzelinowego, który później transportowany jest przez cieki okresowe i osadzany u wylotu ich dolin w postaci licznych rozległych stożków napływowych. Tworzą one równinę lekko nachyloną w stronę środka bolsonu, zwaną bajada. W centralnej części bolsonu występuje zazwyczaj tzw. playa, wypełniona nieprzepuszczalnymi osadami, a w jej obrębie bezodpływowe słone jezioro lub bagnisko.